# Ferrocarril Circumbaikal

Tramo existente
Tramo desmontado
Trazado actual del Transiberiano

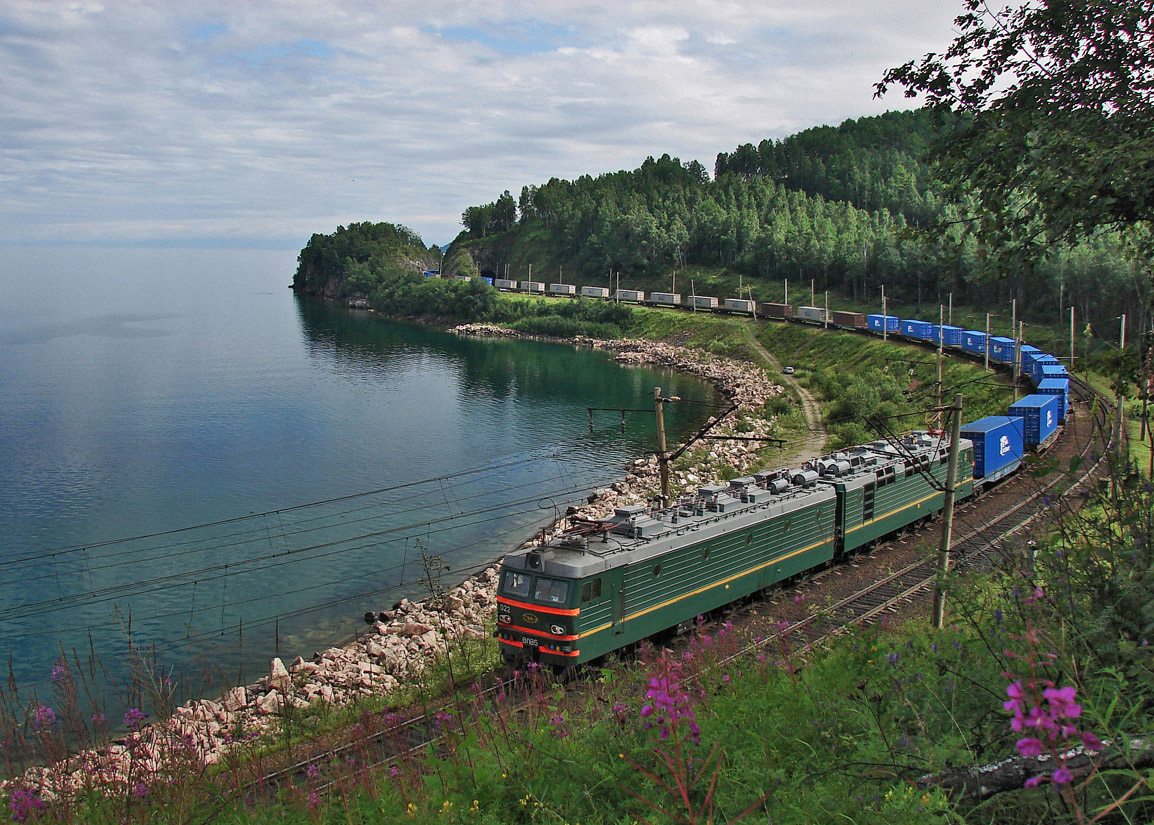
Tren circulando por la costa del lago.

El ferrocarril Circumbaikal o Krugobaikalka, KBZhD (en ruso: Кругобайкальская железная дорога, Кругобайкалка, КБЖД) es una línea ferroviaria histórica del óblast de Irkutsk en Rusia. Recorre un pequeño tramo de la costa norte en el extremo sur del lago Baikal, desde la población de Sliudianka hasta Port Baikal. Hasta mediados del siglo XX, este tramo formaba parte de la línea principal del ferrocarril Transiberiano, pero posteriormente se construyó un trazado alternativo para poder evitarlo. En consecuencia, antiguamente la denominación de Circumbaikal se aplicaba a todo el tramo del ferrocarril Transiberiano situado a orillas del Baikal, hasta Bábushkin, ya en Buriatia.
Debido a las dificultades del terreno, a menudo es considerado un hito único de la ingeniería, y en cualquier caso, el Circumbaikal es uno de los lugares pintorescos del área del Baikal.

## Historia

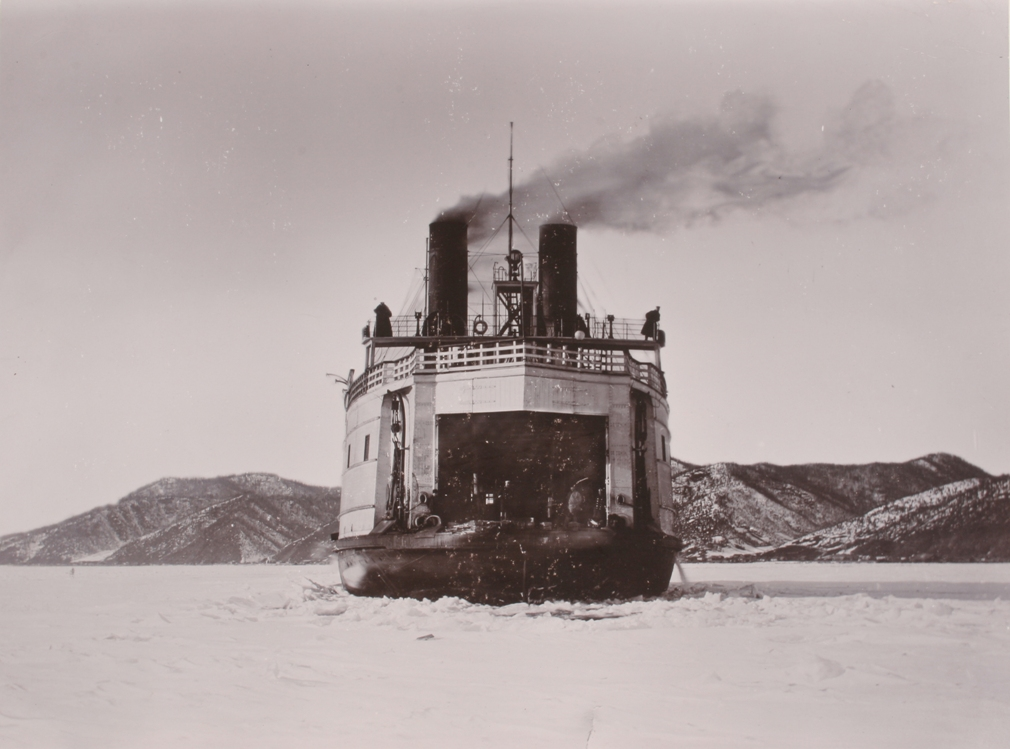
El rompehielo Baikal haciendo el servicio de transbordador ferroviario.

Cuando el Ferrocarril Transiberiano fue diseñado se dividió en siete secciones. Una de ellas era la Circumbaikal, que estaba definida como el tramo entre Irkutsk y Misovaya (actualmente Bábushkin) en la orilla sudeste del lago Baikal.

### Tramos hacia el lago
Los primeros estudios se llevaron a cabo en 1894 para realizar la primera parte de esta sección, desde Irkutsk al lago Baikal. La propuesta inicial era hacer un puente sobre el río Angará en Irkutsk e ir hasta el lago siguiendo la orilla derecha (este) del río porque la orilla izquierda tenía un terreno más difícil y estaba más construida. Más adelante se descartó esta opción por las dificultades que comportaba el puente para cruzar un río tan sujeto a fluctuaciones y glaciaciones. Por tanto, se decidió construir este tramo del ferrocarril siguiendo el lado izquierdo (oeste) del río.
La construcción del ferrocarril a lo largo del río Angará desde Irkutsk a Port Baikal tuvo lugar de 1896 a 1900, con un coste de unos tres millones y medio de rublos. Mientras, en el este del lago se completó el ferrocarril desde Srétensk hasta Misovaya en la costa del Baikal. Esto coincidió con la finalización de las obras en el resto de secciones del Transiberiano (a través de la rama transmanchuriana) y se creyó necesario inaugurar de inmediato la conexión ferroviaria a lo largo de toda la línea, de Moscú a Vladivostok. Con este propósito, antes de que se hubiera terminado el tramo Circumbaikal, se estableció un servicio de ferry que enlazaba las dos costas del lago. Al barco rompehielos Baikal se le instalaron tres vías paralelas a la cubierta para que hiciera el servicio transbordador de los trenes. Otro rompehielos más pequeño, el Angará, también transportaba pasajeros y mercancías, pero no trenes. Durante el frío invierno de 1903/1904 cuando los rompehielos no eran lo suficientemente fuertes para romper la gruesa capa de hielo, se colocó una vía ferroviaria temporal sobre el hielo, y los vagones de tren eran arrastrados por animales de tiro.

### Planificación del tren

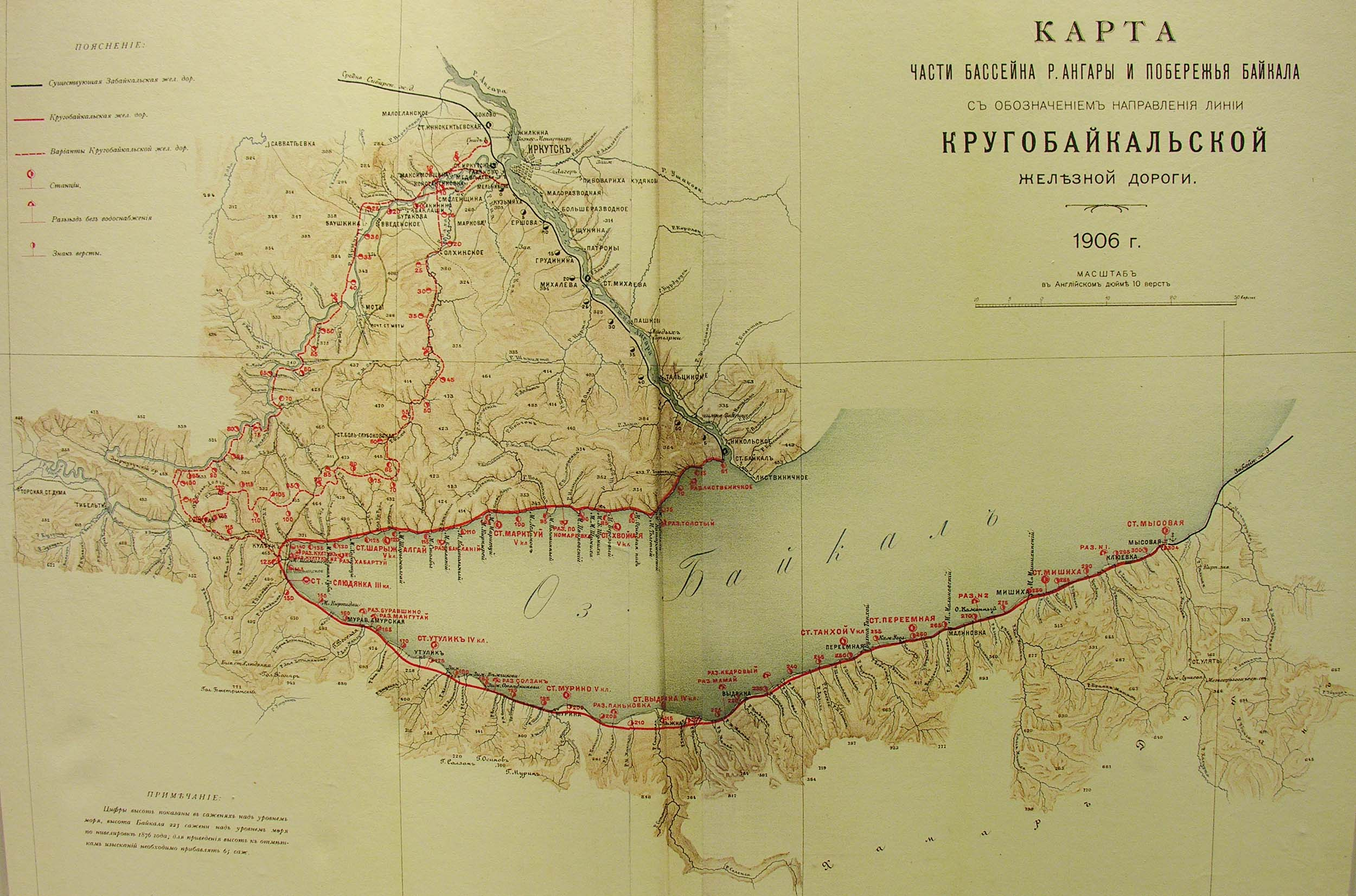
Mapa de los tramos considerados.

Mientras tanto, continuó la planificación para construir este tramo del ferrocarril Transiberiano. La ruta de la mitad oriental, desde Misovaya a Kultuk (en la punta sur del lago) no comportaba mucha dificultad porque la costa sur del lago era bastante llana. La complejidad se esperaba en la mitad occidental, para conectar Irkutsk y Kultuk. El grupo de expertos bajo la dirección del profesor Iván Mushkétov estudiaron cuatro opciones de trazado:
- Desde Irkutsk a lo largo de la orilla izquierda del río Irkut y después atravesando una pequeña cresta montañosa hasta Kultuk
- Desde Irkutsk a través de los valles de los ríos Olja y Krutaya Guba y entonces a lo largo de la costa del Baikal hasta Kultuk.
- Desde Port Baikal a Kultuk a lo largo de toda la costa del lago.
- Desde Belektui (una estación del Transiberiano al oeste de Irkutsk) a través de las montañas del Tunka hasta Kultuk.

Los comités de ingenieros realizaron diferentes estudios entre 1899 y 1900 donde se descartaron las opciones segunda y cuarta. La decisión final fue la tercera, esto es, construir la línea a lo largo de la costa del lago. A pesar de la dificultad del terreno rocoso con pendientes repentinas, y alturas de 270 a 400 metros sobre el agua, los cálculos decían que era la opción más económica. El coste de construcción previsto era de unos 52 millones de rublos.

### Construcción del tramo

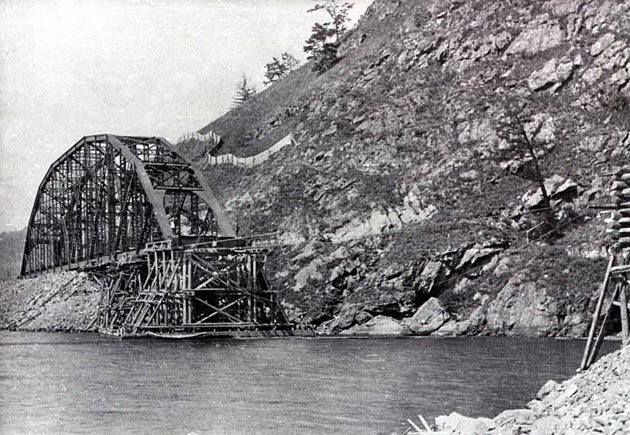
Construcción de un puente en la bahía Beriozovaya, 1900-1903.

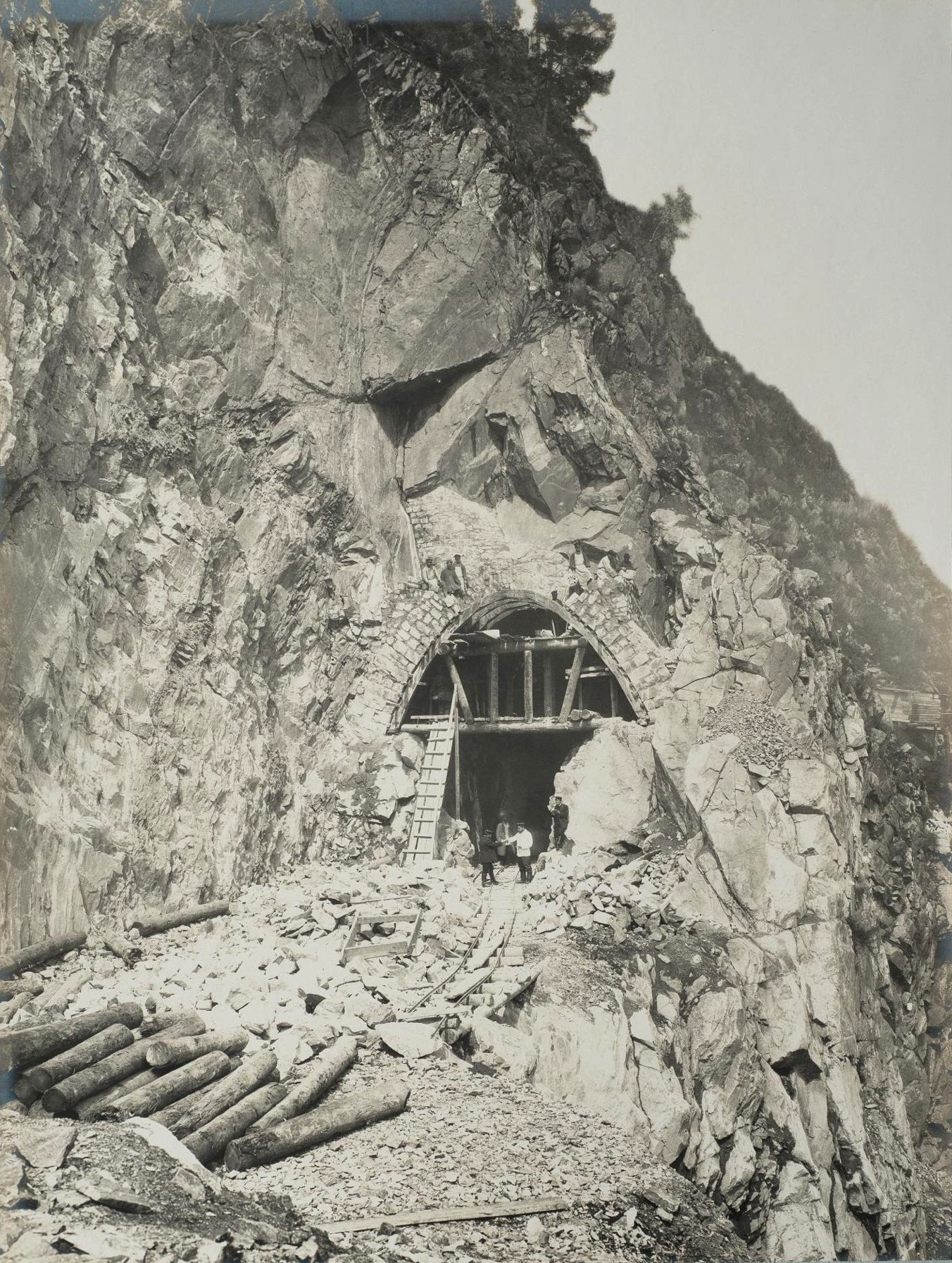
Construcción de un túnel, 1900-1904.

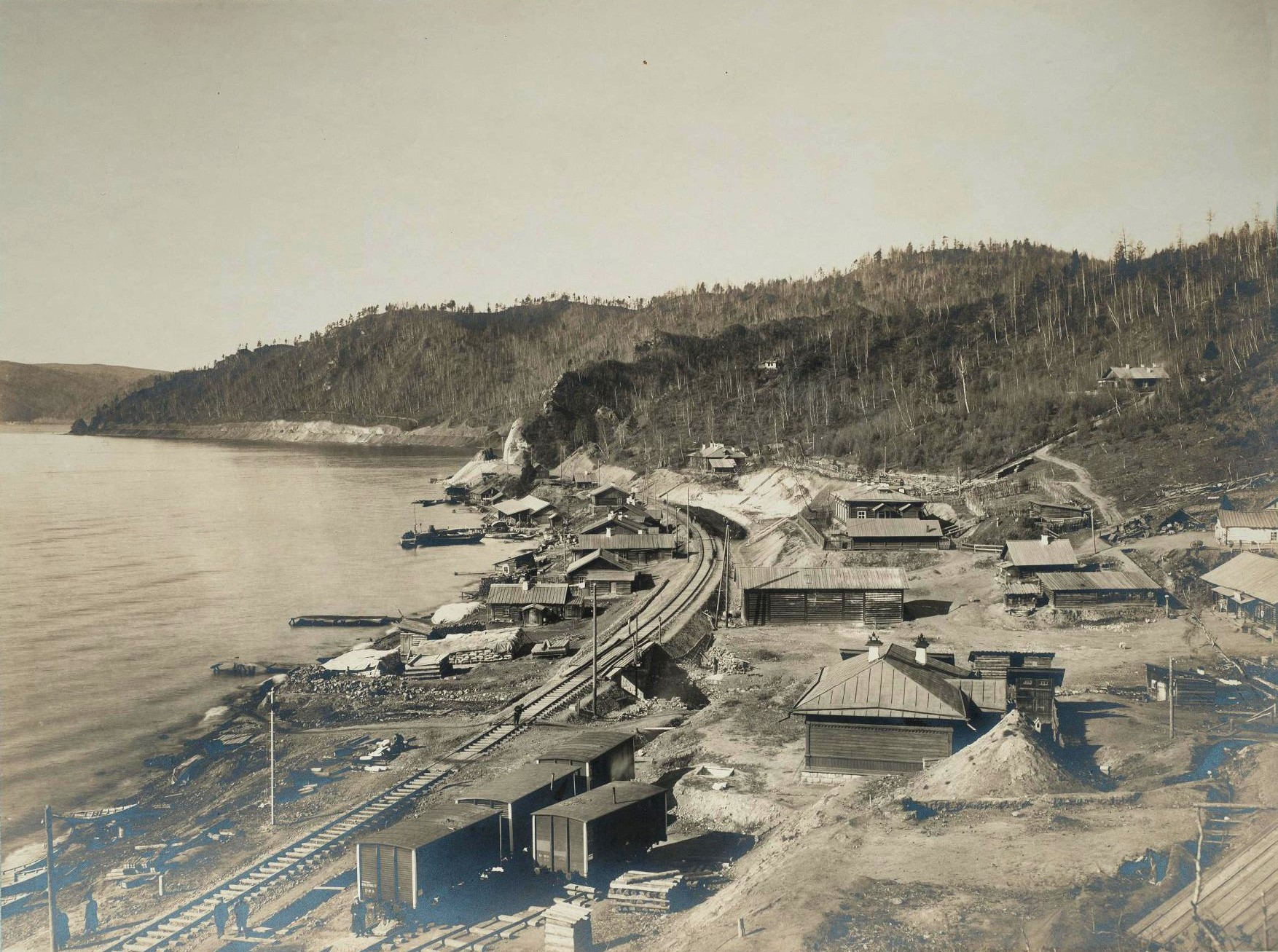
La línea a lo largo de la costa 1902-1904.

La construcción del ferrocarril en la costa del Baikal empezó a finales de 1899. Inicialmente se hizo el tramo Misovaia-Tanjói, y a partir de 1901 el tramo de Tanjói a Sliudianka. En la construcción de estos dos tramos participaron presos y trabajadores forzados de la katorga de la cárcel Aleksándrovski.
Los trabajos del tramo más complejo, de Sliudianka a Port Baikal, empezaron en la primavera de 1902, con el objetivo de terminar en 1905. Por el terreno escarpado de la costa todos los materiales se transportaban desde el agua, en barca en verano y en carros y animales en invierno. La mayor parte de la ruta debía pasar por túneles o plataformas artificiales en la roca. Cada kilómetro de la vía requería el uso aproximado de un vagón de explosivos. La construcción de la propia vía debía ser más resistente, con materiales más pesados y aumentando el número de traviesas. También fue necesario reducir el radio mínimo de las curvas. Estas restricciones técnicas hicieron que la capacidad prevista del tramo fuese de 14 pares de trenes al día.
El estallido de la guerra ruso-japonesa de 1904 aceleró la construcción del tren. De 1901 a 1902 había unos nueve mil trabajadores, mientras que en 1903-1904 el número aumentó a más de trece mil. Todo el esfuerzo se concentró en la construcción de la vía y no se trabajó en estaciones ni poblaciones en su camino. Los trenes de prueba empezaron a circular en otoño de 1904 y al cabo de un año la línea empezó a operar permanentemente. La longitud final del tramo de Port Baikal a Misovaya fue de 260 km. El coste de cada kilómetro de este tramo había sido de unos 130.000 rublos (en comparación a los 93.000 de las otras secciones del Transiberiano).
Cuando el tramo Circumbaikal empezó sus operaciones, supuso la unión del Transiberiano a ambos lados del lago, y comenzó el transporte de pasajeros y mercancías. Dado que inicialmente se construyó en vía única, de 1911 a 1914 se llevó a cabo la construcción de la segunda vía, que incrementó su capacidad a 48 pares de trenes al día. En esa época constructiva también se dedicó atención considerable a la construcción de estaciones y poblaciones a lo largo de la línea. En el tramo de Port Baikal a Sliudianka se establecieron diez paradas. También se tomaron medidas para mejorar la seguridad del tráfico y buscar una mejor protección contra los frecuentes deslizamientos.
Durante la revolución rusa de 1917 y la subsiguiente guerra civil, el ferrocarril Circumbaikal fue la escena de intensos combates y como resultado han quedado varias fosas comunes. Cuando el Ejército Rojo huía retirándose de la Legión Checa, hizo explotar el túnel de Kirkidaiski (el número 39 desde Sliudianka hacia Misovaya). Hasta que no se pudo restaurar el túnel tuvo que interrumpirse la operación de la línea durante una veintena de días.
En las décadas de 1930, 1940 y 1950, se siguieron desarrollando las poblaciones alrededor de la vía.

### Rediseño

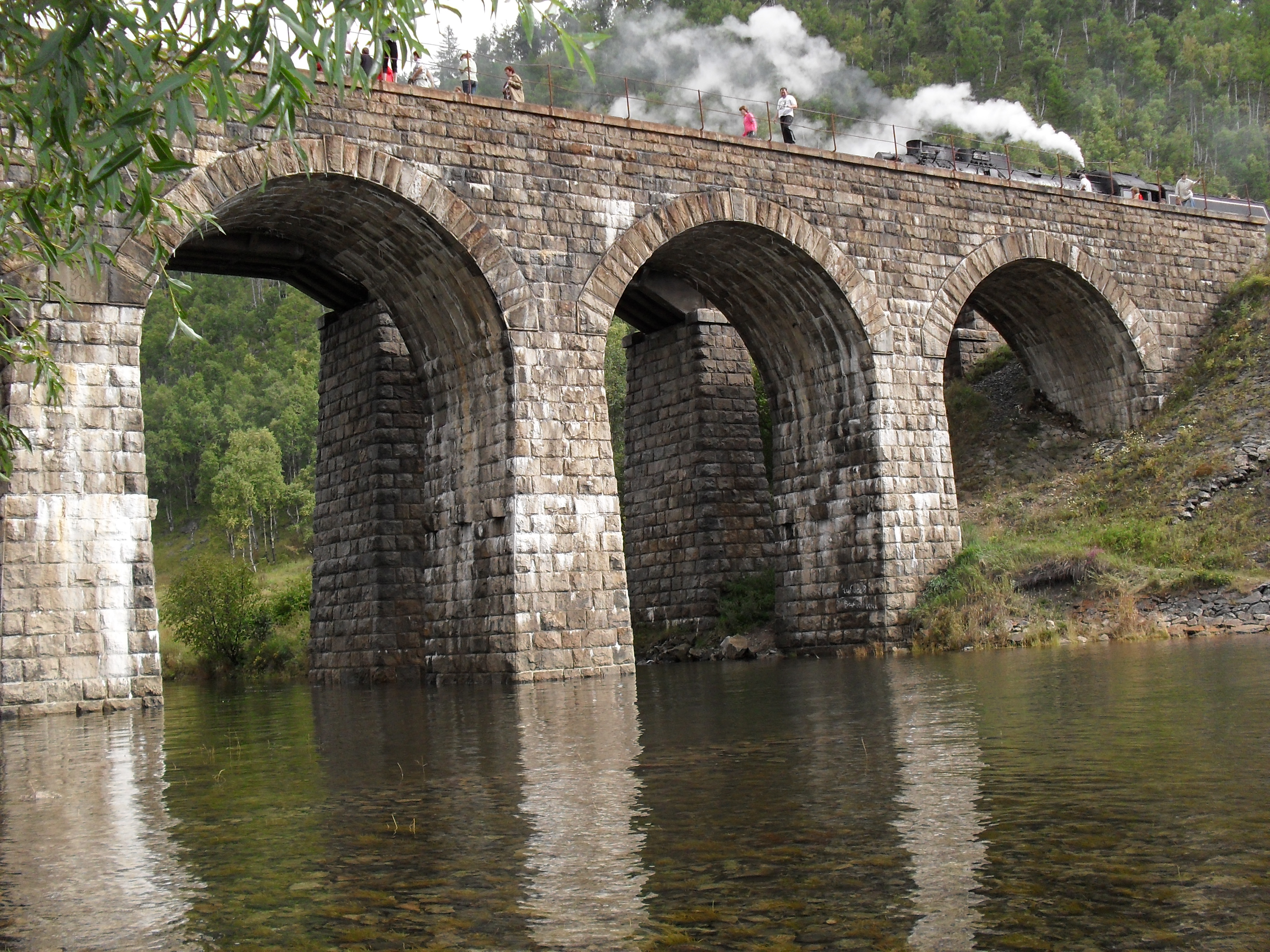
Uno de los puentes del ferrocarril.

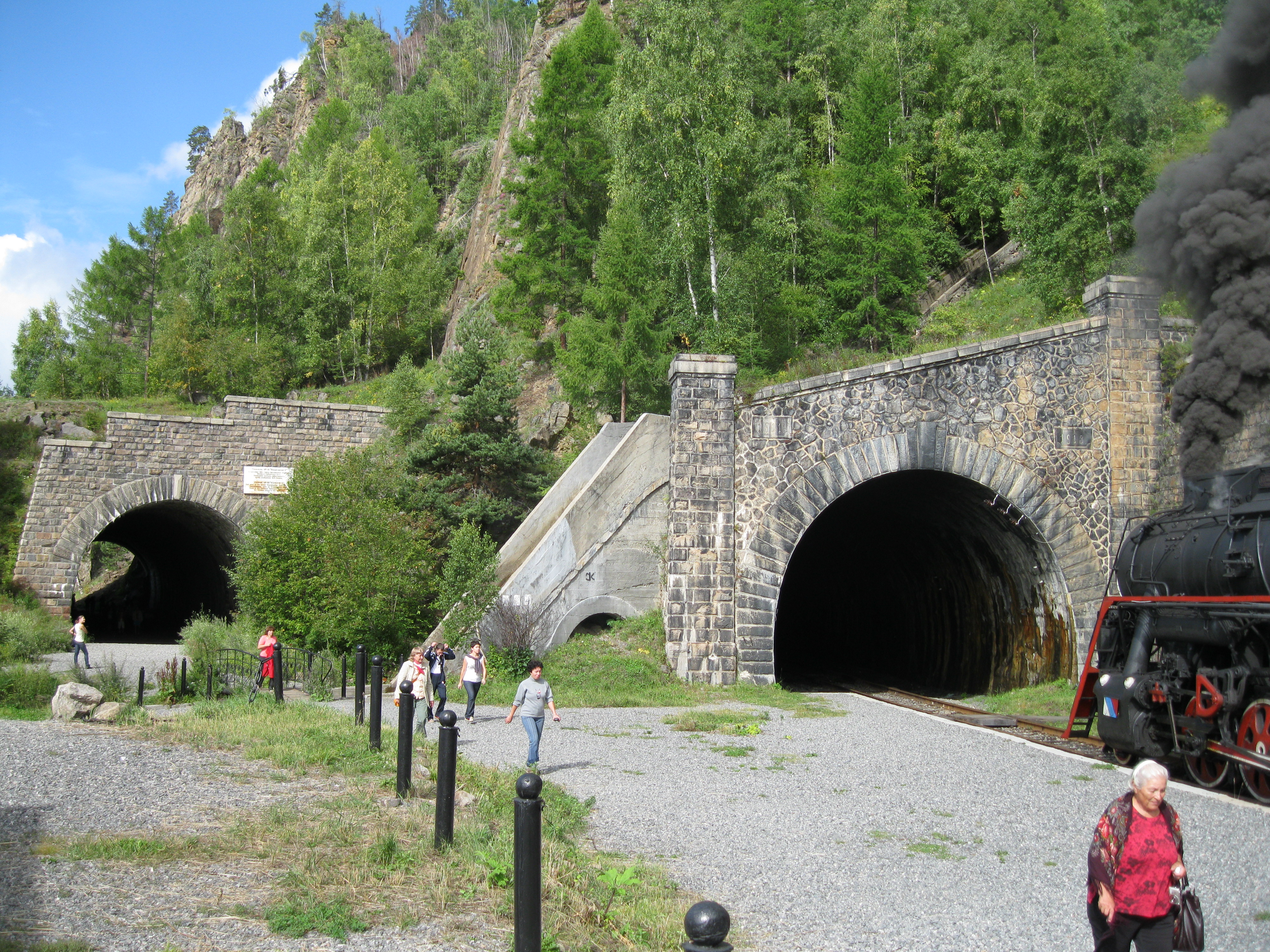
Túneles 18 y 18 bis, abandonados desde 1914.

En 1940 se abrió un estudio exhaustivo de exploración para decidir cómo mejorar la línea y asegurar la seguridad del tráfico ante el peligro recurrente de los deslizamientos y coladas de barro. El trabajo se alargó por la Segunda Guerra Mundial hasta 1947. El grupo encargado del estudio llegó a una conclusión sorprendente. Debido al enorme coste que comportaban, propuso abandonar los trabajos de mejora de la línea Circumbaikal.
En su lugar se propuso construir una línea ferroviaria nueva directa entre Irkutsk y Sliudianka a través de las montañas, convirtiéndola en una línea electrificada de doble vía. En cierto modo, se recuperó la propuesta número dos de los estudios originales de 1899. La construcción de este nuevo tramo se prolongó de 1947 a 1949, y una vez terminado acortó notablemente la distancia entre Irkutsk y Sludianka, en comparación con la rama Circumbaikal. Por tanto, pasó a ser la ruta principal de los trenes transiberianos.
En 1950 comenzó la construcción de la Central Hidroeléctrica de Irkutsk, con una importante afectación en el río Angará. Para hacer sitio al correspondiente embalse fue necesario retirar el tramo del tren Circumbaikal que iba de Irkutsk a Port Baikal a lo largo de la antigua orilla del Angará. En consecuencia, al final, sólo quedó una rama sin salida del tren Circumbaikal, precisamente la que circulaba a lo largo de la costa del lago desde Sliudianka a Kultuk, Maritúi y Port Baikal. La vía perdió su importancia estratégica, se redujo drásticamente el número de trenes y se retiró la seguridad de túneles y puentes. Las poblaciones de su recorrido se fueron deteriorando paulatinamente. En la década de 1980, se propuso eliminarla completamente o sustituirla por una carretera, pero no se terminó llevando a cabo.

## Situación actual

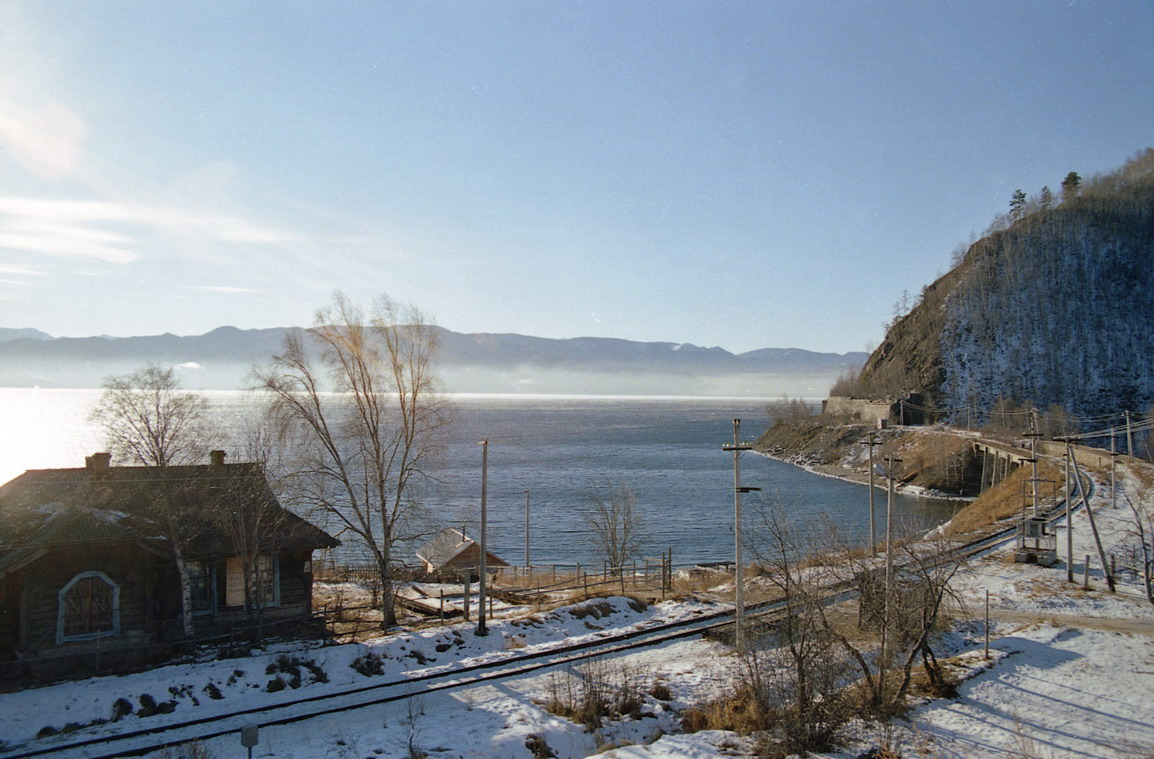
El ferrocarril Circumbaikal en invierno.

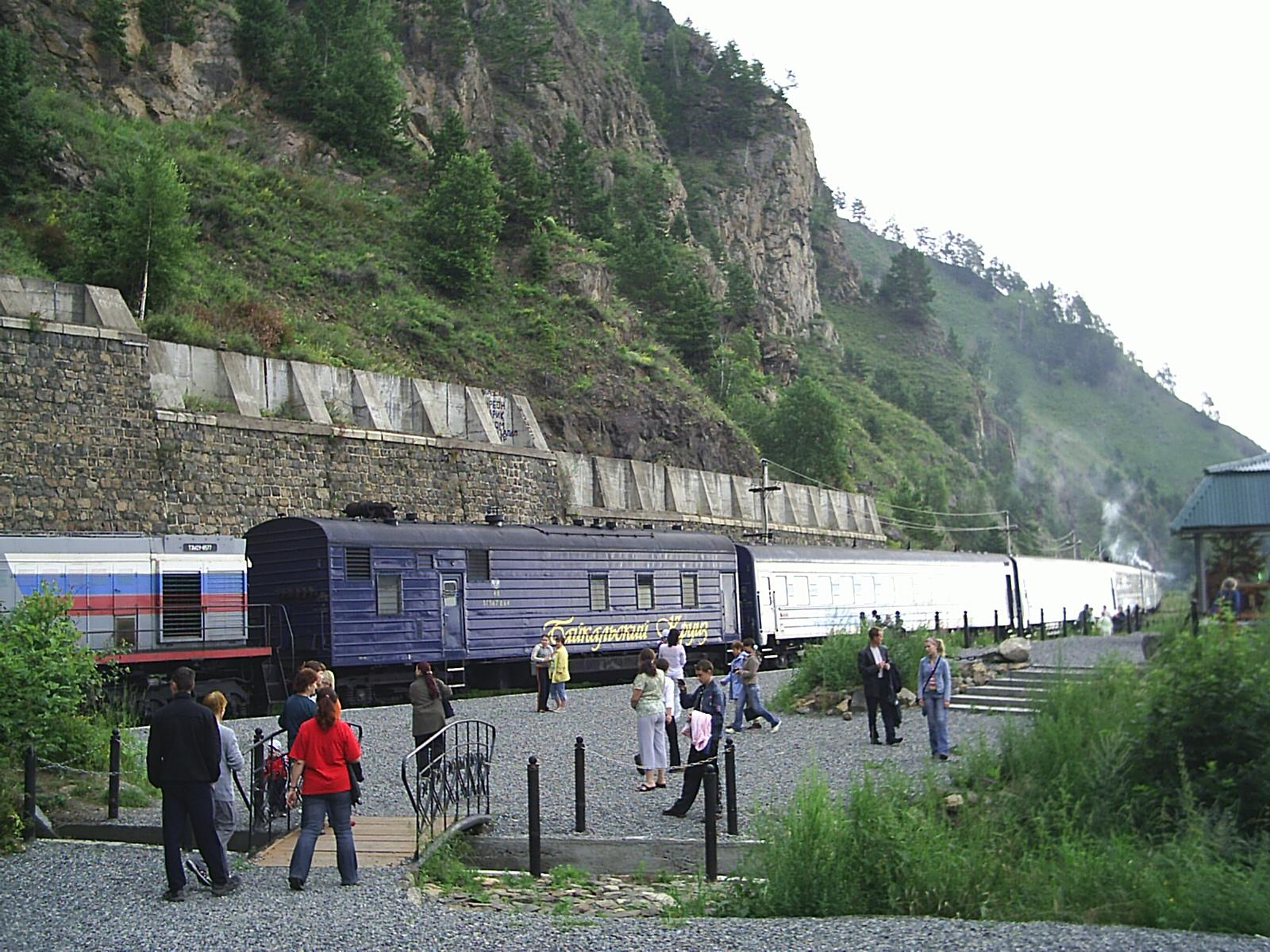
Tren turístico "Baikal cruise" en Kirkirei.

Actualmente, el ferrocarril Circumbaikal es el nombre de la rama de 89 km que cubre la ruta Sliudianka–Port Baikal. Hay cuatro estaciones en funcionamiento: Kultuk, Maritúi, Ulánovo y Port Baikal. Contiene 38 túneles con una longitud total de 9063 m. El más largo, a través del cabo Polovinni, tiene 777,5 m. También hay 15 galerías de piedra con una longitud total de 295 m, 3 galerías de hierro, 248 puentes y viaductos y 268 muros de contención. Los túneles y galerías del Circumbaikal se construyeron de forma atípica y mayoritariamente no se han vuelto a reconstruir, conservando el plan inicial de los ingenieros de principios del siglo XX.
Normalmente pasa un tren diario que tarda cuatro horas y cuarenta minutos en recorrer el trayecto de Sliudianka a Port Baikal. Este tren supone el principal sistema de transporte de pasajeros y mercancías en las poblaciones de la zona. Además, periódicamente pasan trenes turísticos como locomotoras de vapor e incluso vagonetas.
En 1982 el consejo regional de Irkutsk declaró la línea un interés arquitectónico y paisajístico. Desde entonces y sobre todo en la década de 1990, se empezaron a tomar medidas para mejorar la vía y para incorporar el potencial turístico.
En 2005 se celebró su centésimo aniversario. Por este motivo se reconstruyeron las estaciones de Sliudianka y Port Baikal, y se abrió una exposición dedicada al tren Circumbaikal en esta última.

### Estaciones y paradas

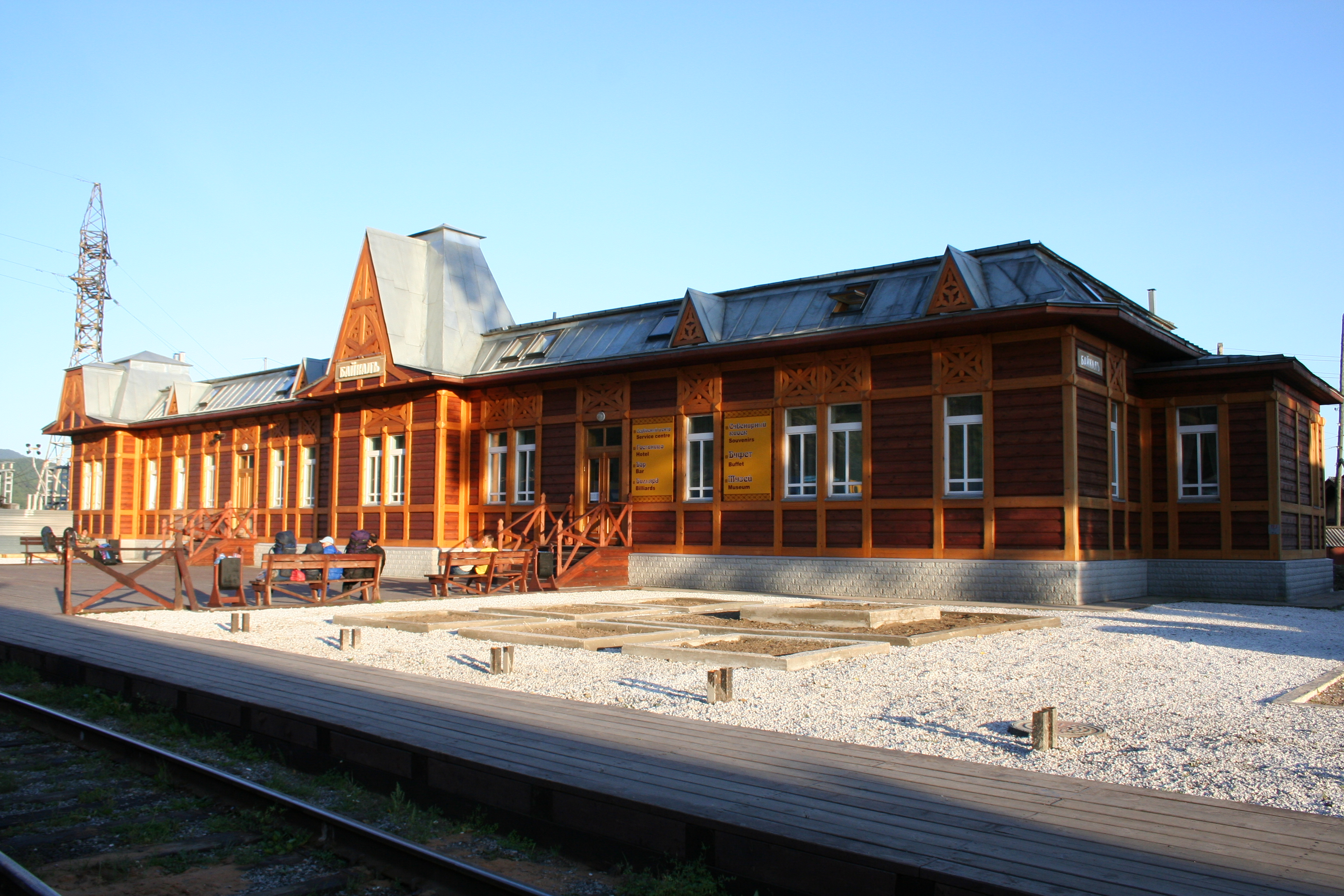
La nueva estación de Port Baikal

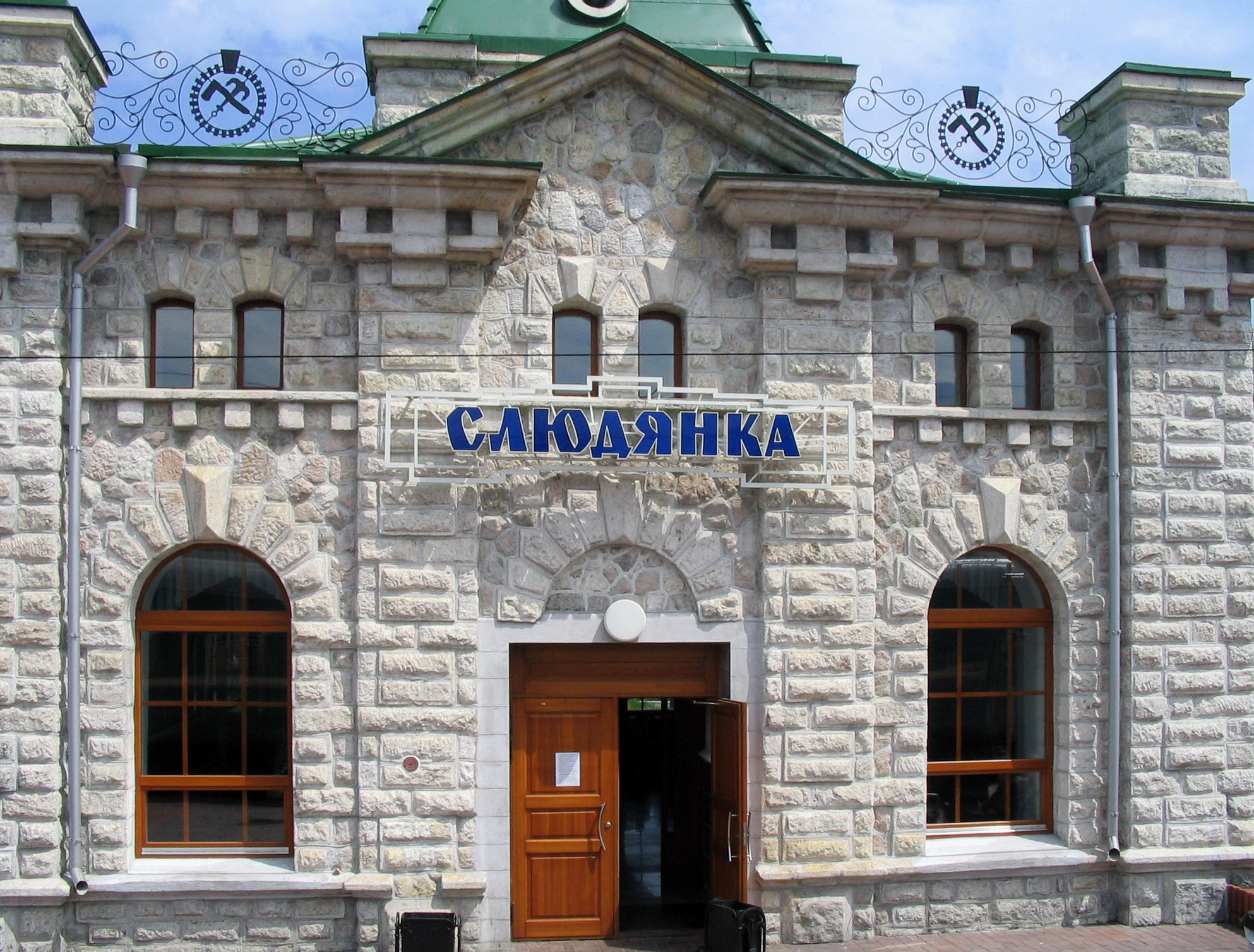
Estación de Sliudianka

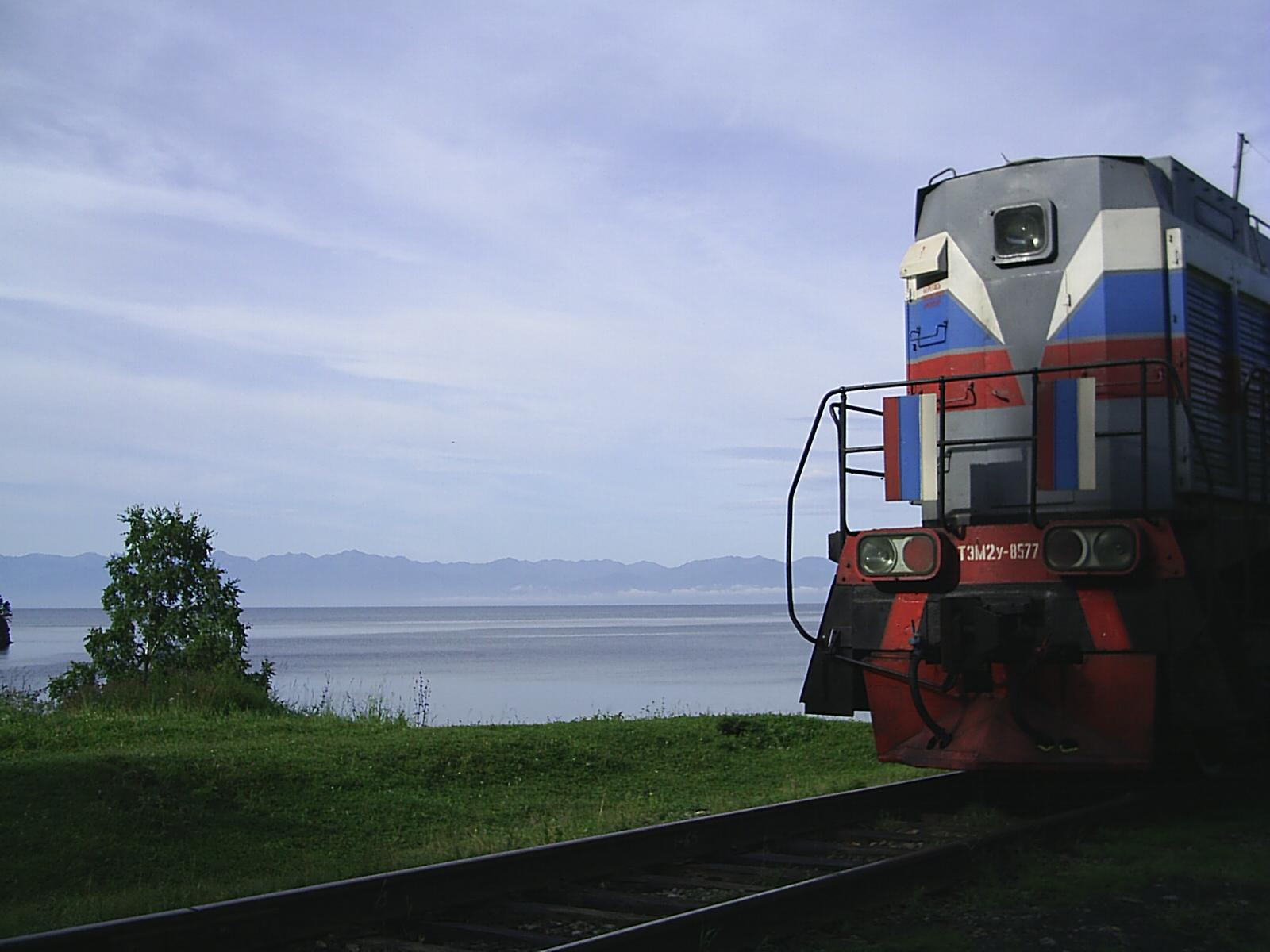
La costa en Polovínnaya.

El kilometraje de la línea Circumbaikal moderna sigue midiéndose desde la estación de Irkutsk. Por tanto, el inicio en Port Baikal se corresponde con el kilómetro 72, y el final en Sliudianka con el 161.
| Kilometraje | Tipo                     | Localización                            |
| ----------- | ------------------------ | --------------------------------------- |
| 161         | Estación de Sliudianka 2 | Sliudianka                              |
| 159         | parada                   | Kultuk                                  |
| 156         | Estación de Kultuk       | Kultuk                                  |
| 154         | parada                   |                                         |
| 149         | parada                   | Angasolka                               |
| 139         | parada                   | Sharizhalgái                            |
| 138         | Parada de Sharizhalgái   | Sociedad deportiva voluntaria Lokomotiv |
| 137         | parada                   |                                         |
| 134         | parada                   |                                         |
| 129         | parada                   | Baklán                                  |
| 120         | parada                   | Maritúi                                 |
| 119         | Estación de Maritúi      |                                         |
| 110         | parada                   | Polovínnaya                             |
| 107         | parada                   | Ponomariovka                            |
| 106         | parada                   | Ivánovka                                |
| 102         | parada                   | Shumija                                 |
| 98          | Estación de Ulánovo      | Centro turístico "Jvoini"               |
| 80          | parada                   | Centro turístico "Retro"                |
| 80          | parada                   | Centro turístico "Serebriani kliuch"    |
| 74          | parada                   | Port Baikal                             |
| 72          | Estación de Port Baikal  | Port Baikal                             |

## Galería

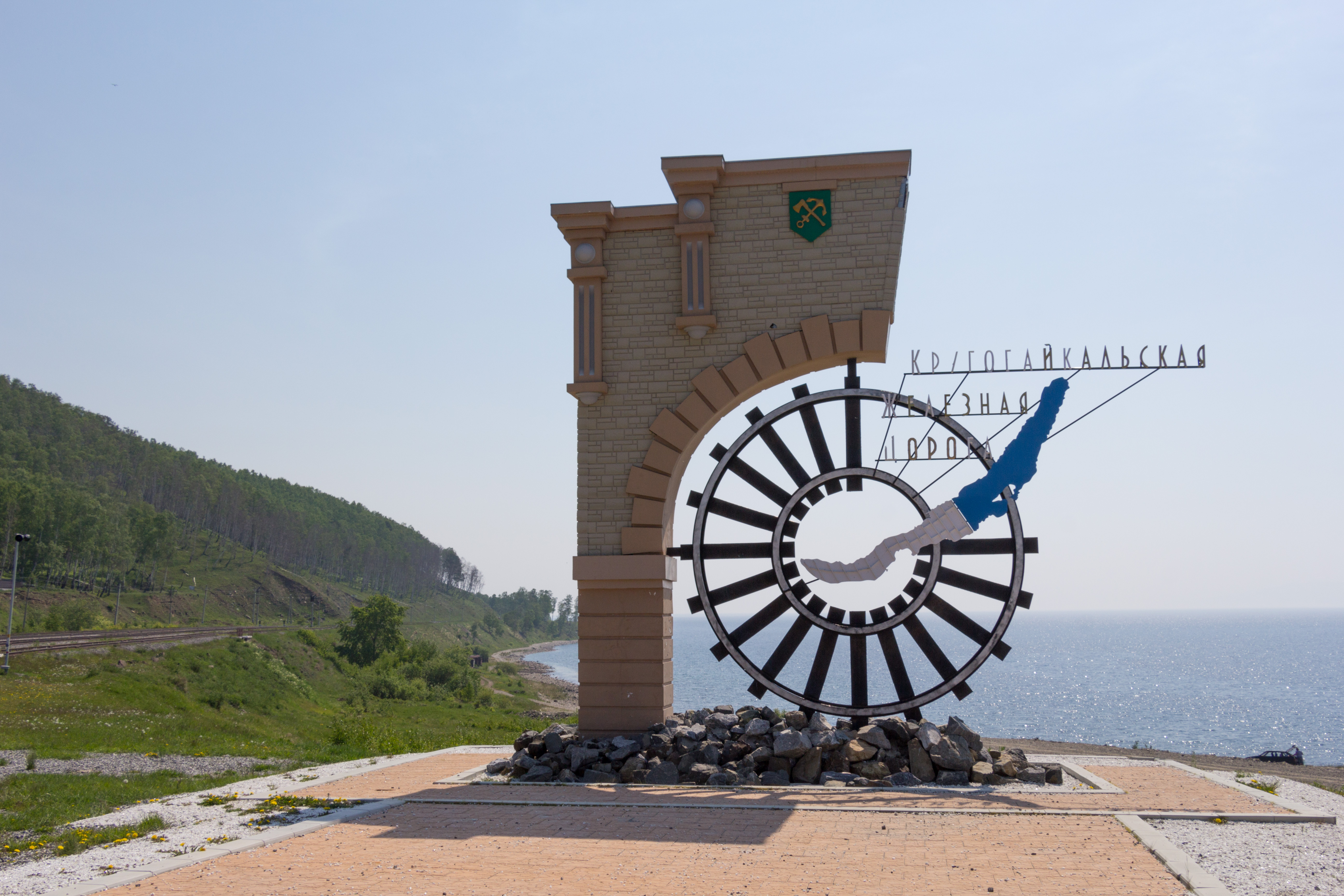
Monumento al ferrocarril.
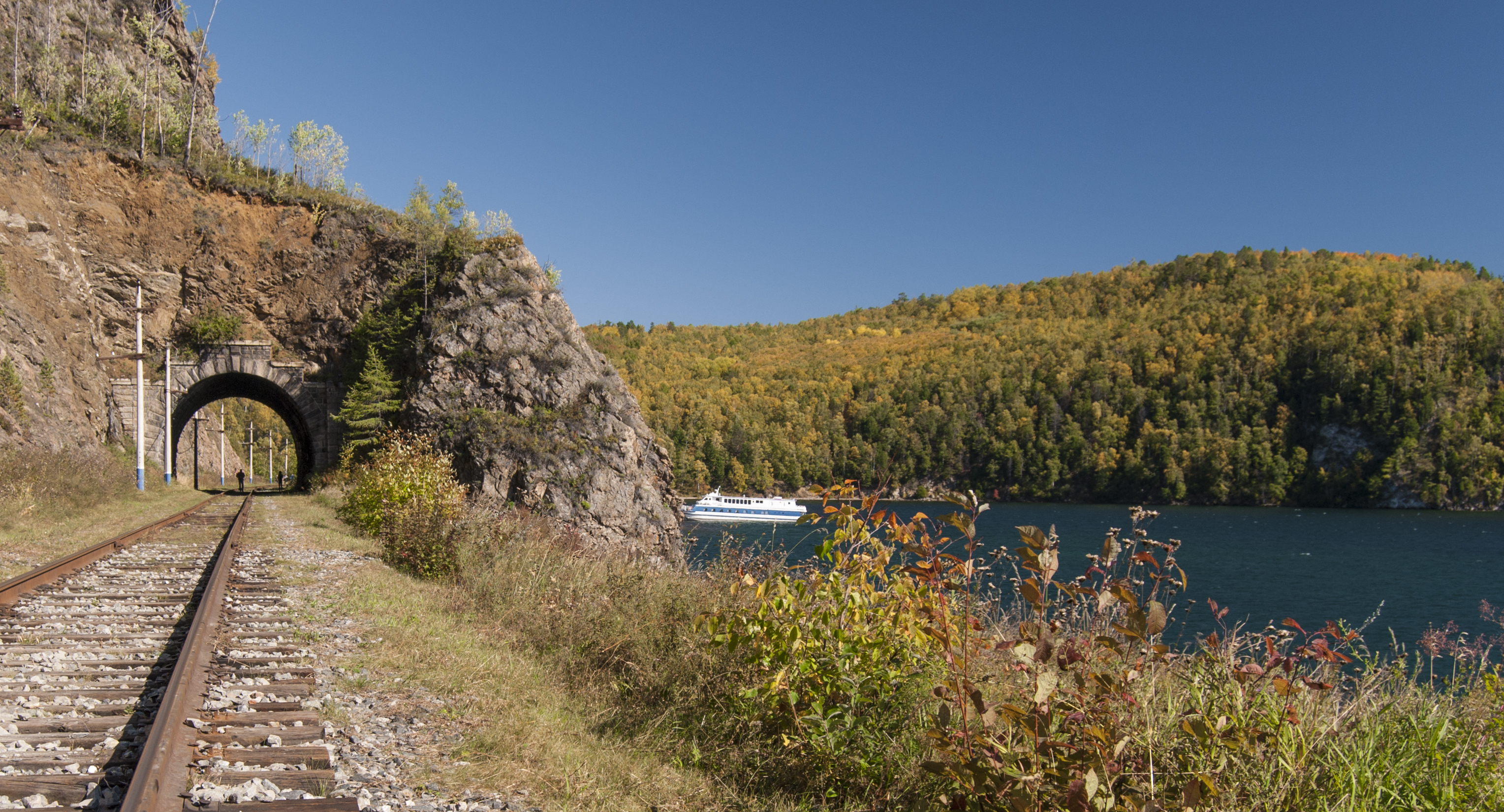
Túnel nº 13.
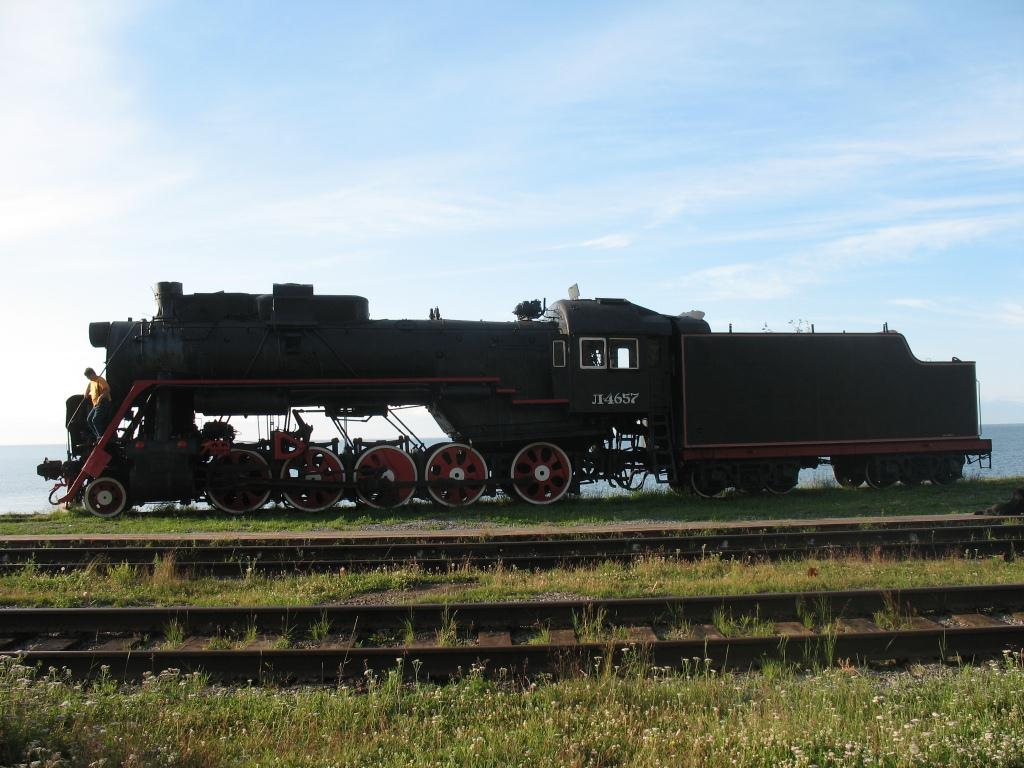
Locomotora L-4657.
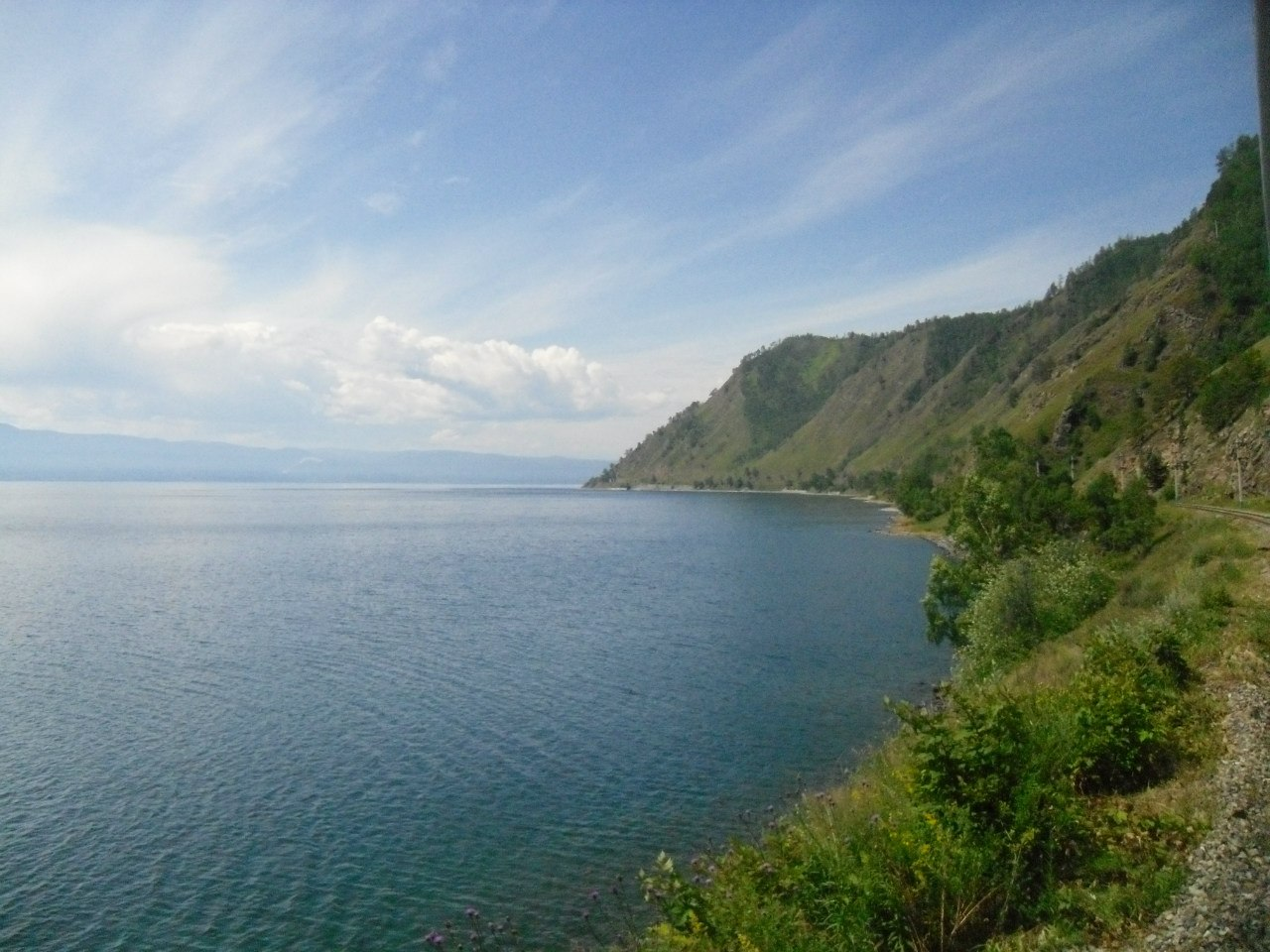
La línea, a lo largo de la orilla del Baikal.
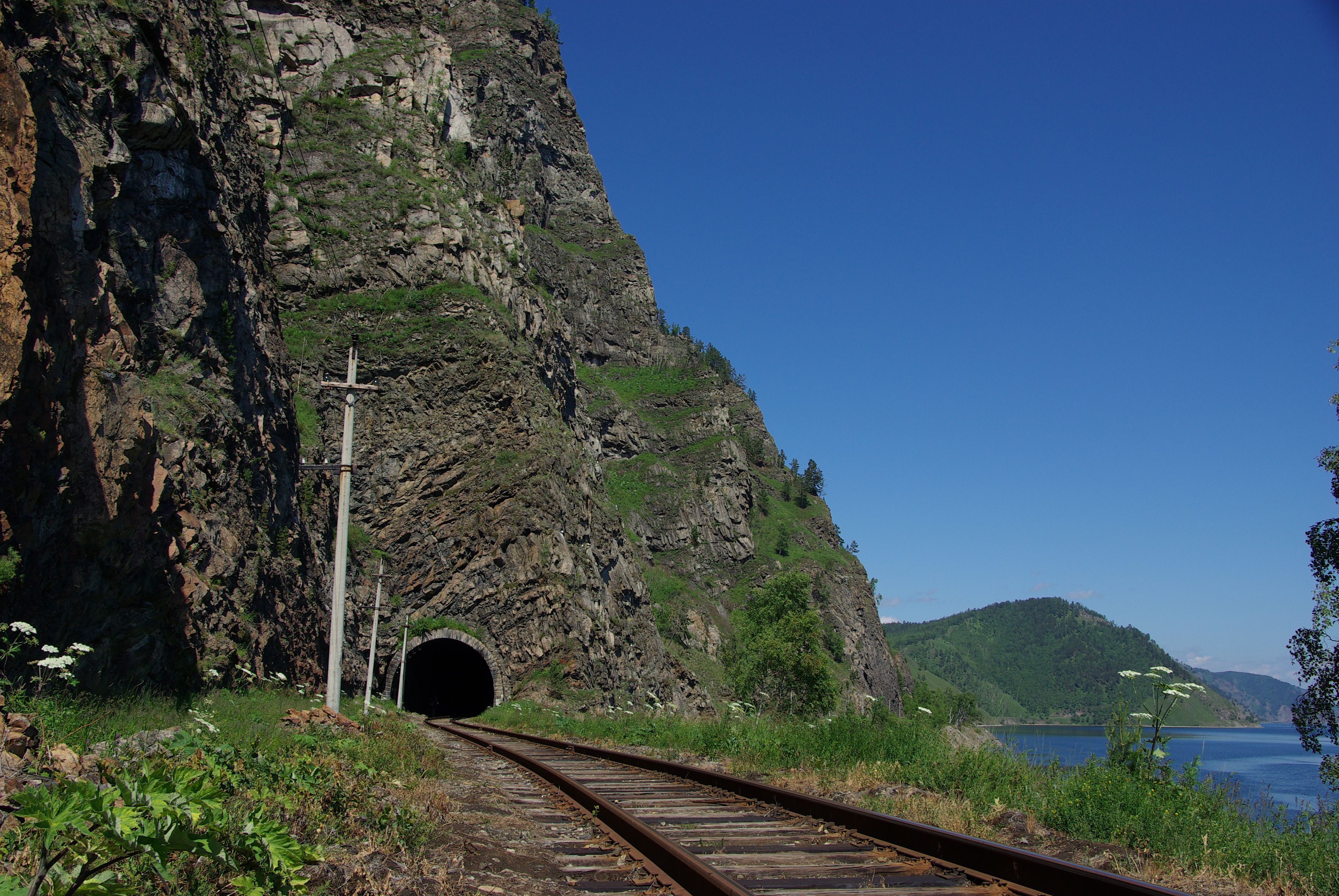
Túnel 34.